# Wereldkampioenschappen wielrennen 1931
De wereldkampioenschappen wielrennen op de weg van 1931 voor profs en amateurs werden op woensdag 26 augustus 1931 gehouden in Kopenhagen. Uitzonderlijk werd dit jaar het kampioenschap verreden onder de vorm van een individuele tijdrit over 172 kilometer, die in Seeland van Kopenhagen over Roskilde, Ringsted,  Næstved, Bårse en  Køge terug naar Kopenhagen ging.

## Beroepsrenners
Zeventien profs namen vanaf zeven uur 's ochtends de start, in de volgorde: Gaston Rebry (België), Erich Metze (Duitsland), Osvald Falck Hermansen (Denemarken), Armand Blanchonnet (Frankrijk), Fabio Battesini (Italië), Max Bulla (Oostenrijk), Cesar Bogaert (Nederland), Walter Blattmann (Zwitserland), Maurice De Waele (België), Oskar Thierbach (Duitsland), Learco Guerra (Italië), Jean-Pierre Muller (Luxemburg), Albert Büchi (Zwitserland), Jules Vanhevel (België), Ludwig Geyer (Duitsland), Ferdinand Le Drogo (Frankrijk) en Alfredo Binda (Italië), de uittredende wereldkampioen. Blanchonnet, Metze, Hermansen en Thierbach gaven op, zodat dertien renners de finish bereikten. De Italiaan Guerra, bijgenaamd "De Locomotief", werd wereldkampioen. De Nederlander Bogaert eindigde als dertiende en laatste.

### Uitslag[1]
| Tijdrit |                    |          |
| Plaats  | Naam               | Tijd     |
| Goud    | Learco Guerra      | 4u53'43" |
| Zilver  | Ferdinand Le Drogo | +4'37"   |
| Brons   | Albert Büchi       | +4'48"   |
| 4       | Fabio Battesini    | +5'57"   |
| 5       | Max Bulla          | +6'23"   |
| 6       | Alfredo Binda      | +8'42"   |
| 7       | Gaston Rebry       | +9'59"   |
| 8       | Jules Van Hevel    | +13'46"  |
| 9       | Maurice Dewaele    | +14'21"  |
| 10      | Ludwig Geyer       | +14'46"  |
|         |                    |          |
| 13      | Cesar Bogaert      | +20'06"  |

## Amateurs
Over de wedstrijd voor de amateurs, die na de beroepsrenners startten, berichtte de Nederlandse krant Voorwaarts onder de kop "Organisatie, die alles te wenschen liet": "het was aan den start zulk een wanorde, dat er absoluut niet viel uit te maken, wie startte, zoodat de volgorde niet viel vast te stellen..." Winnaar werd uiteindelijk de Deen Henry Hansen, die drie minuten sneller was dan de wereldkampioen bij de profs. Maar door de onregelmatigheden bij de organisatie is die tijd mogelijk niet betrouwbaar.

### Uitslag[1]
| Tijdrit |                 |          |
| Plaats  | Naam            | Tijd     |
| Goud    | Henry Hansen    | 4u50'53" |
| Zilver  | Giuseppe Olmo   | +6'01"   |
| Brons   | Leo Nielsen     | +6'40"   |
| 4       | Bernard Britz   | +7'50"   |
| 5       | Gösta Carlsson  | +12'36"  |
| 6       | Gösta Björklund | z.t.     |
| 7       | Frank Southall  | +15'37"  |
| 8       | Raul Helberg    | +16'51"  |
| 9       | Mario Cipriani  | +17'05"  |
| 10      | Frode Sorensen  | +17'12"  |
|         |                 |          |
| 24      | Jean Minsart    | +36'37"  |
| 25      | Jan de Reus     | +38'38"  |

1921 · 
1922 · 
1923 · 
1924 · 
1925 · 
1926 · 
1927 · 
1928 · 
1929 · 
1930 · 
1931 · 
1932 · 
1933 · 
1934 · 
1935 · 
1936 · 
1937 · 
1938 · 
1946 · 
1947 · 
1948 · 
1949 · 
1950 · 
1951 · 
1952 · 
1953 · 
1954 · 
1955 · 
1956 · 
1957 · 
1958 · 
1959 · 
1960 · 
1961 · 
1962 · 
1963 · 
1964 · 
1965 · 
1966 · 
1967 · 
1968 · 
1969 · 
1970 · 
1971 · 
1972 · 
1973 · 
1974 · 
1975 · 
1976 · 
1977 · 
1978 · 
1979 · 
1980 · 
1981 · 
1982 · 
1983 · 
1984 · 
1985 · 
1986 · 
1987 · 
1988 · 
1989 · 
1990 · 
1991 · 
1992 · 
1993 · 
1994 · 
1995 · 
1996 · 
1997 · 
1998 · 
1999 · 
2000 · 
2001 · 
2002 · 
2003 · 
2004 · 
2005 · 
2006 · 
2007 · 
2008 · 
2009 ·
2010 · 
2011 · 
2012 · 
2013 · 
2014 · 
2015 · 
2016 · 
2017 · 
2018 · 
2019 · 
2020 ·
2021 ·
2022 ·
2023 ·
2024 ·
2025 ·
2026